# Christopher Trimmel
Christopher Trimmel (født d. 24. februar 1987) er en østrigsk professionel fodboldspiller, som spiller for Bundesliga-klubben Union Berlin og Østrigs landshold.

## Klubkarriere

### Rapid Wien
Efter at have begyndt sin karriere hos ASK Horitschon i de lavere østrigske rækker, skiftede Trimmel i 2008 til Rapid Wien, hvor han gjorde sin professionelle debut.

### Union Berlin
Trimmel skiftede i juli 2014 til Union Berlin.
Han blev gjort til holdets anfører i 2018, og spillede en vigtig rolle i at de rykkede op til Bundesligaen i 2019.

## Landsholdskarriere
Trimmel debuterede for Østrigs landshold den 12. august 2009. Efter at have spillet imod Danmark den 3. marts 2010, gik der herefter mere end 9 år før at Trimmel igen spillede for landsholdet, da hans næste kamp først kom den 10. oktober 2019. Han var del af Østrigs trup til EM 2020.